# Herewald
Herewald († zwischen 766 und 774) war Bischof von Sherborne. Er wurde 736 zum Bischof geweiht und trat sein Amt im gleichen Jahr an. Er starb zwischen 766 und 774.